# گاوگوزن سرخ
گاوگوزن سرخ (نام علمی: Alcelaphus buselaphus caama) نام یک زیرگونه از گونه گاوگوزن است.

## نگارخانه

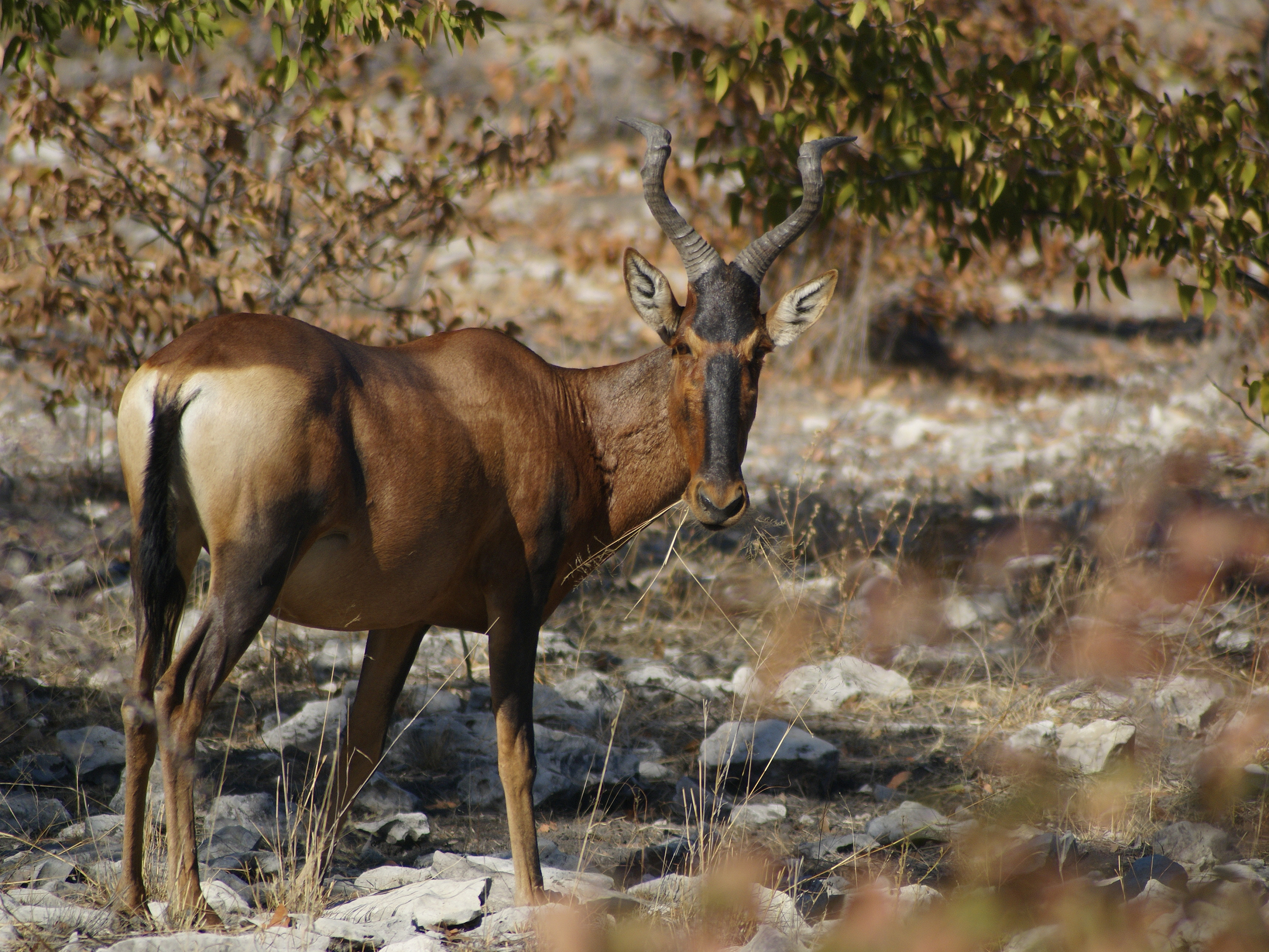
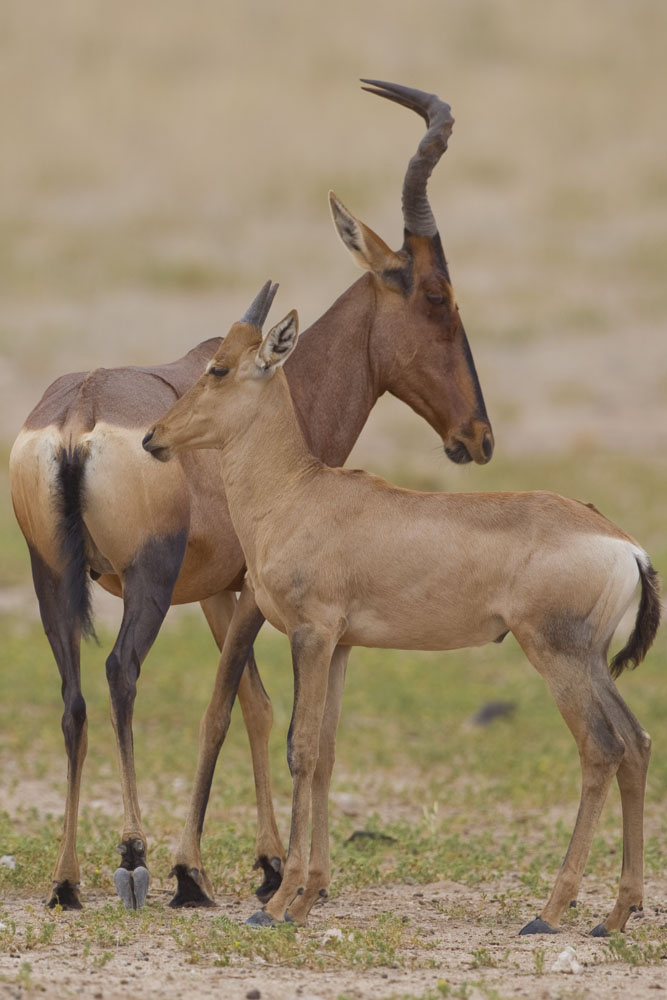
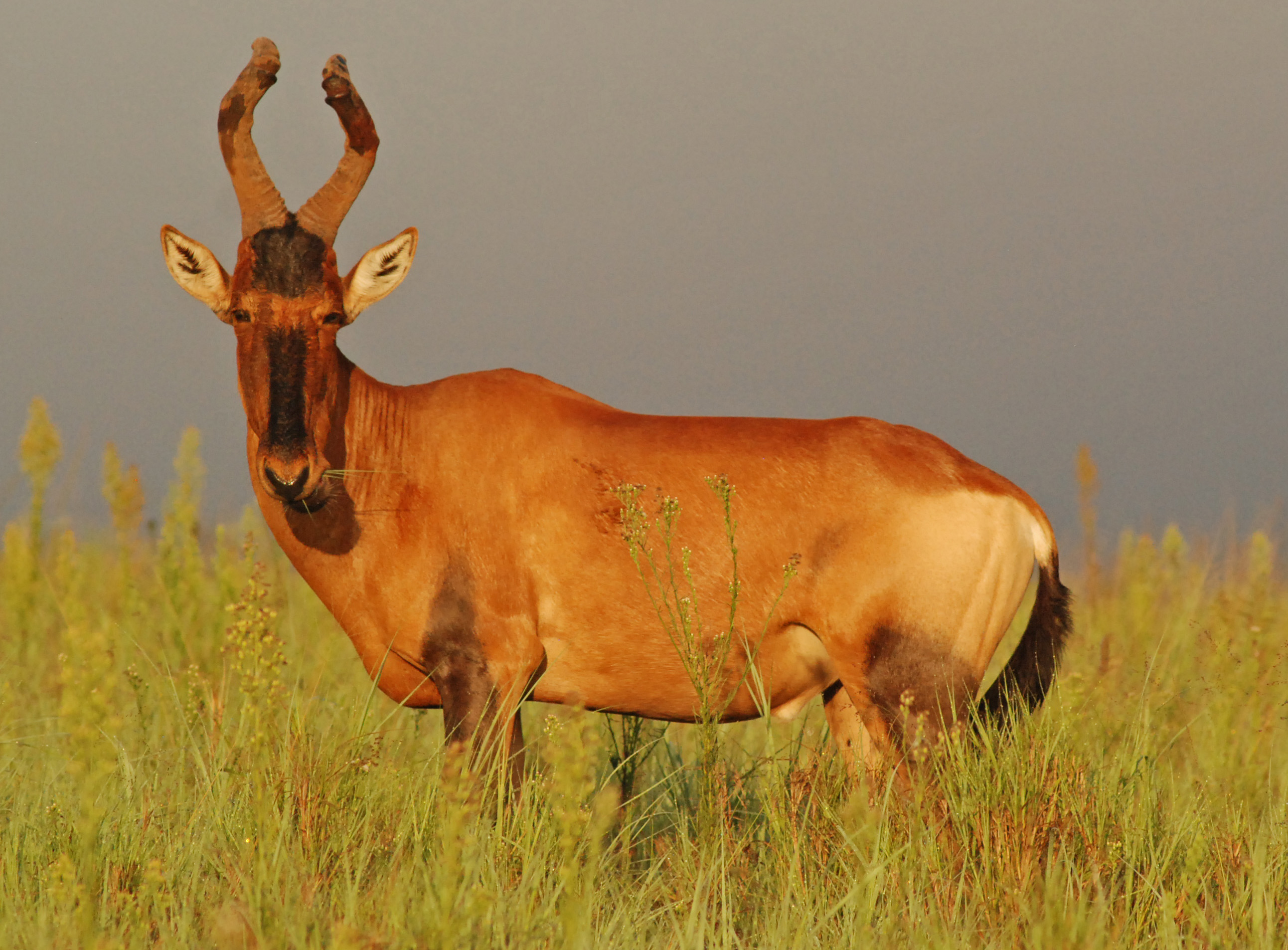
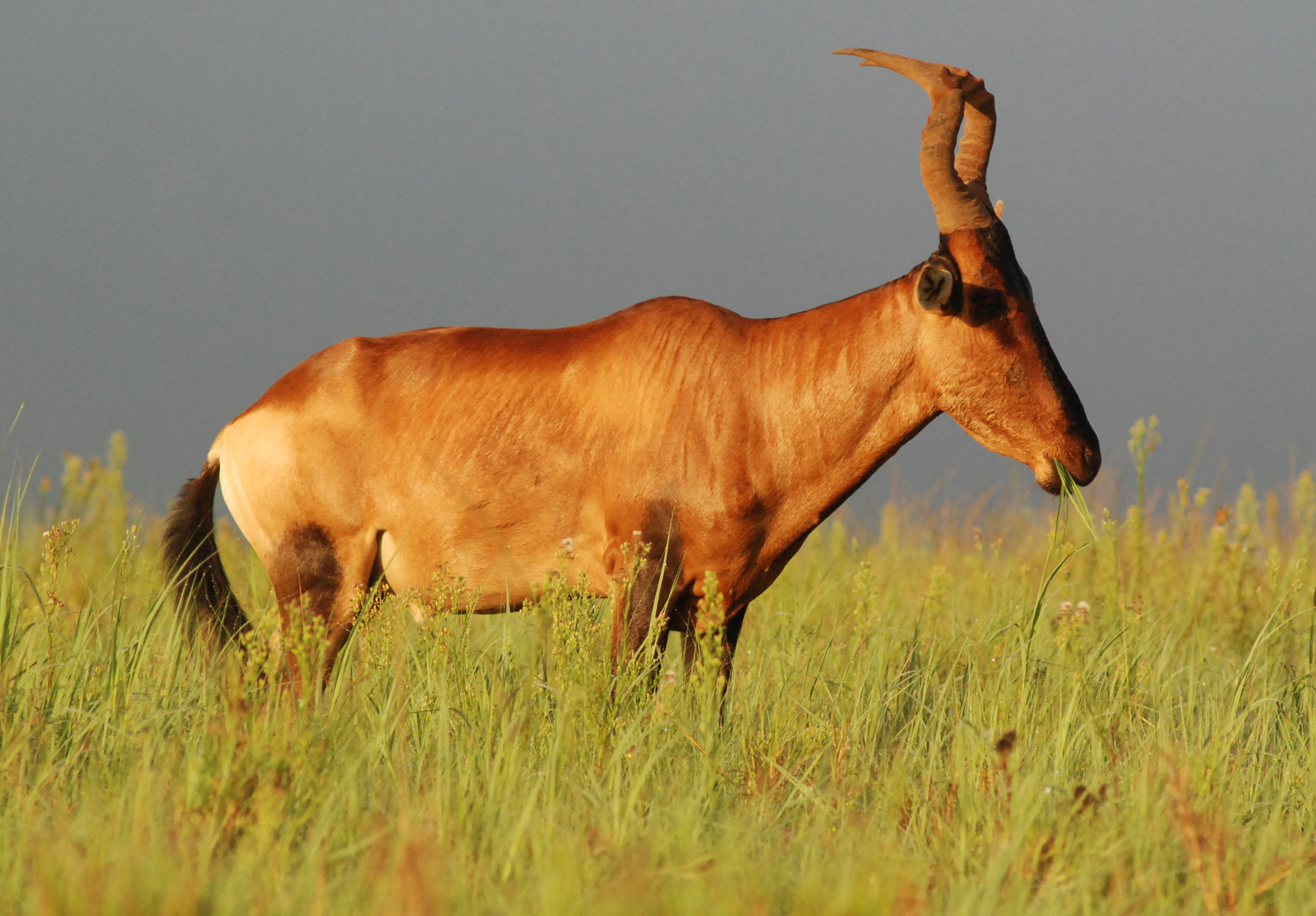